# Pédicelle (botanique)
Pour les articles homonymes, voir Pédicelle.

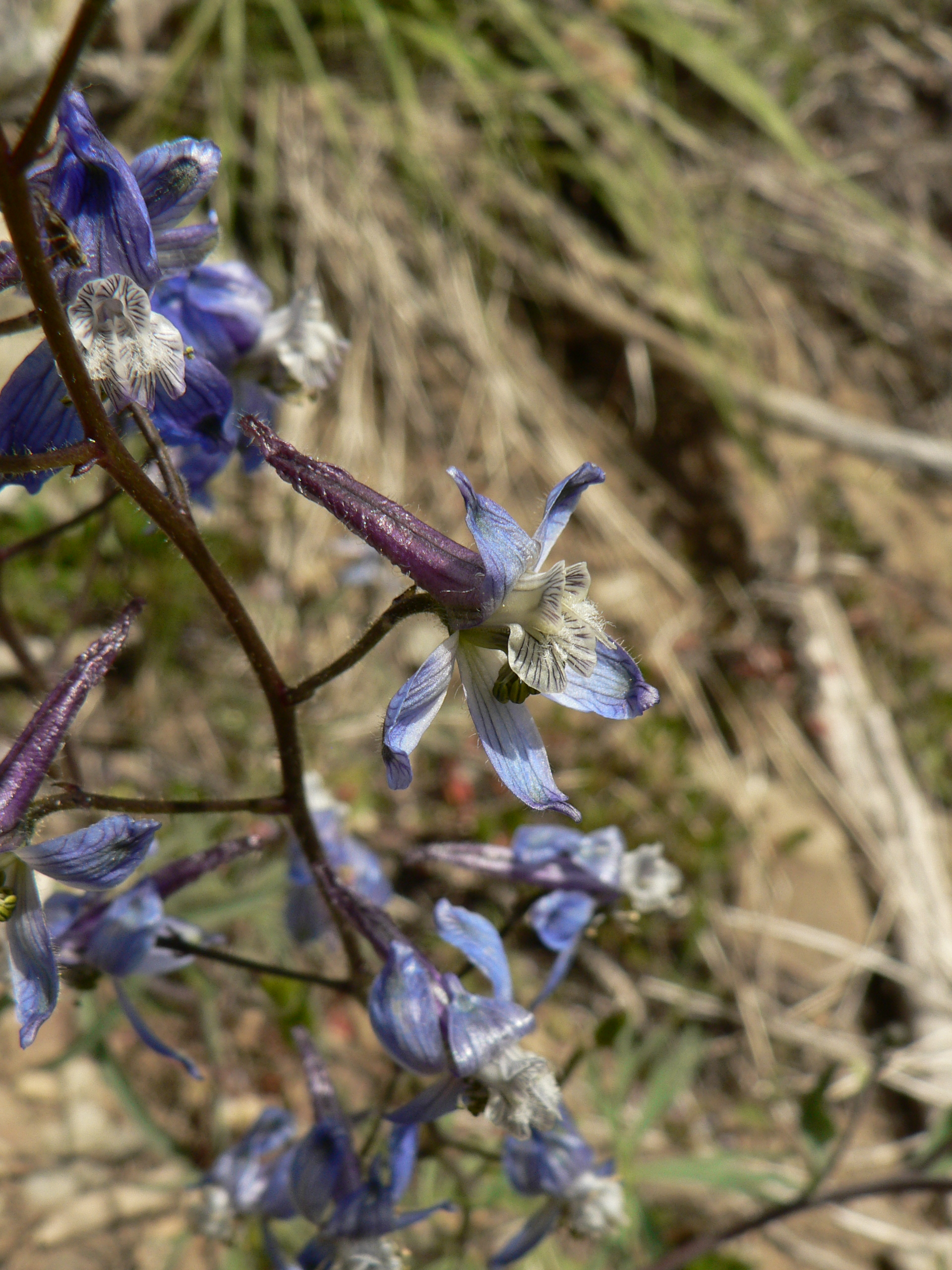
Inflorescence de Delphinium nuttallianum. Chaque fleur est portée par un pédicelle.

En botanique, le pédicelle est une petite tige qui porte les fleurs de certaines inflorescences. Les inflorescences de ce type sont appelées « pédicellées ».

## Description
Le pédicelle est un petit axe qui relie chaque fleur individuelle à son inflorescence. En absence de pédicelle, les fleurs sont appelées sessiles. On utilise aussi le mot pour les tiges des fruits individuels d'une infrutescence. « Pédicelle » dérive du latin pediculus, qui signifie « petit pied ».
La tige ou la branche qui porte l'inflorescence est appelée pédoncule. Un pédicelle peut aussi avoir une ou plusieurs bractées.

## Galerie

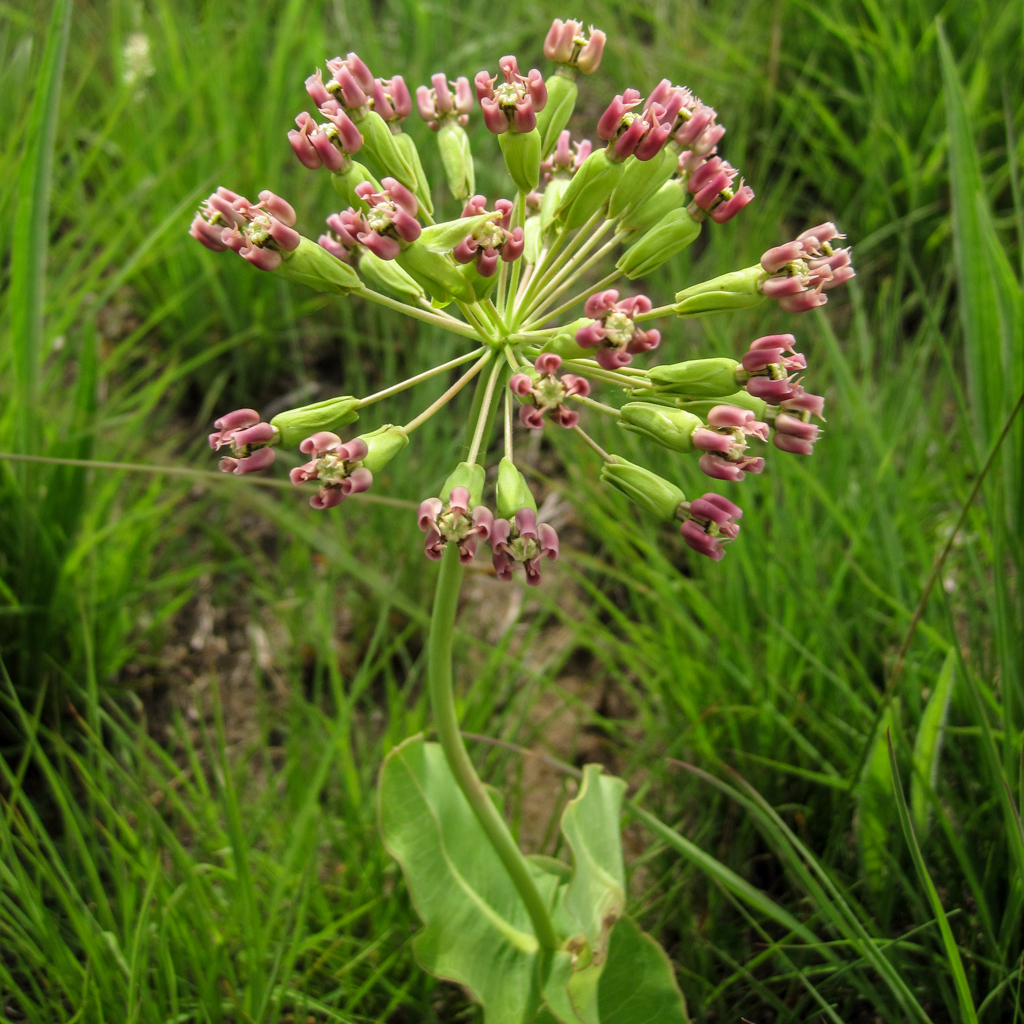
Longs pédicelles portés par un pédoncule unique chez une Apocynaceae des États-Unis, Asclepias amplexicaulis (en).
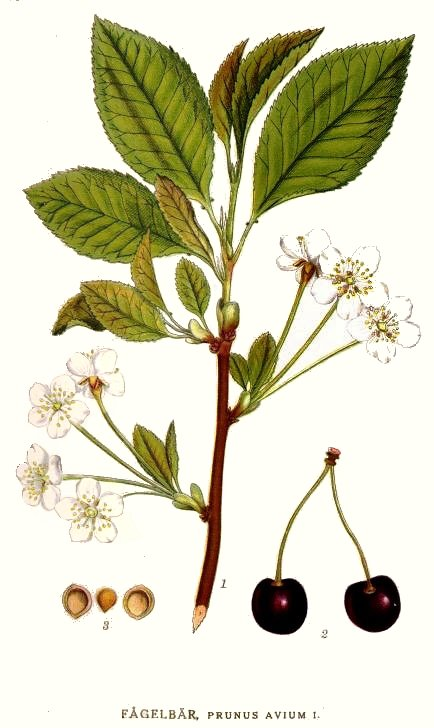
Pédicelles de cerises.
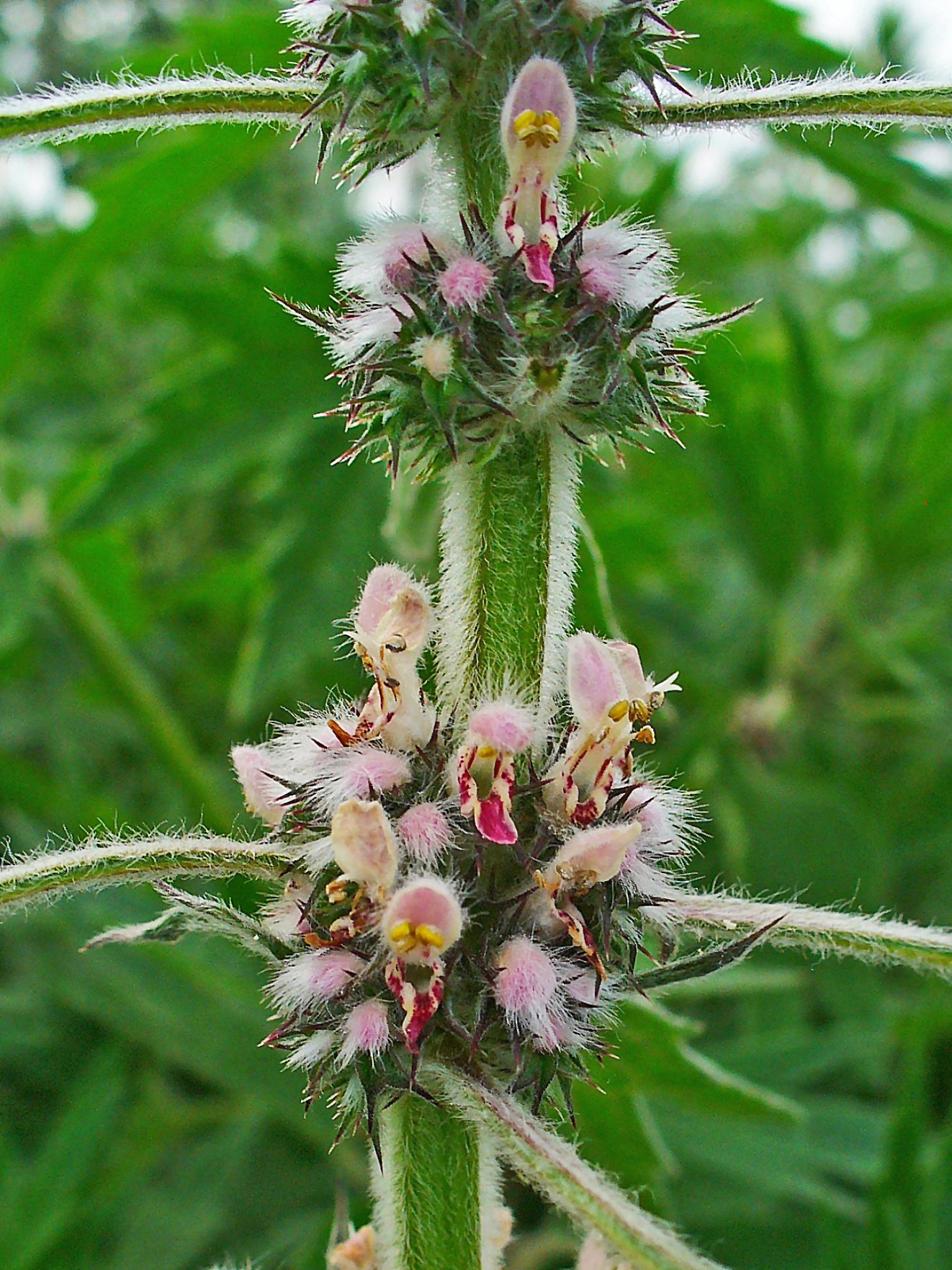
Fleurs sessiles (sans pédicelles) de l'agripaume.